# Сьерра-Леоне на летних Олимпийских играх 2000
Сьерра-Леоне принимала участие в Летних Олимпийских играх 2000 года в Сиднее (Австралия) в седьмой раз за свою историю, но не завоевала ни одной медали. Сборную страны представляла 1 женщина.